# Conway Stewart

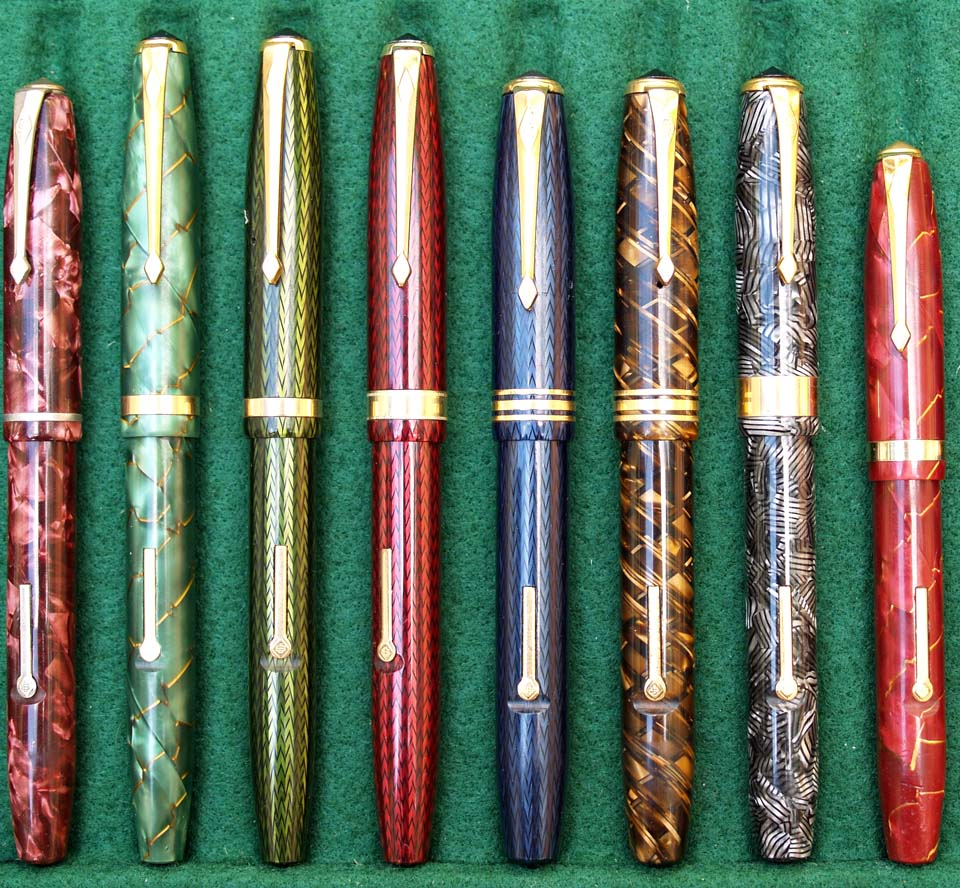
Conway Stewart-pennor från 1950-talet.

Conway Stewart & Company Ltd var en brittisk tillverkare av reservoarpennor. Conway Stewart grundades i London 1905 av Frank Jarvis och Thomas Garner, som tidigare arbetat för De La Rue, en av tidens ledande tillverkare av reservoarpennor. Som många andra tillverkare av reservoarpennor drabbades företaget av svårigheter när kulspetspennan tog över alltmer kring 1960-talet. Vid denna tid började kvalitén på Conway Stewarts pennor försämras och företaget upplöstes 1975.
Företaget återupplivades på 1990-talet och började saluföra exklusiva reservoarpennor. Företaget gick omkull 2014.